# Listă de filme de groază din 1994
Aceasta este o listă de filme de groază din 1994.
| Titlu                              | Regizor                                    | Distribuție                                                             | Țara                                                                                         | Note            |
| ---------------------------------- | ------------------------------------------ | ----------------------------------------------------------------------- | -------------------------------------------------------------------------------------------- | --------------- |
| Blonde Heaven                      | Ellen Cabot                                | Joe Estevez, Janine Stillo, Monique Parent                              | Statele Unite ale Americii                                                                   | [ 1 ]           |
| Brainscan                          | John Flynn                                 | Edward Furlong, Frank Langella, T. Ryder Smith                          | Regatul Unit al Marii Britanii și al Irlandei de Nord · Statele Unite ale Americii           | [ 2 ]           |
| The Dark                           | Craig Pryce                                | Stephen McHattie, Brion James                                           | Canada                                                                                       | [ 3 ]           |
| Dark Waters                        | Mariano Baino                              | Louise Salter, Venera Simmons                                           | Rusia · Italia · Regatul Unit al Marii Britanii și al Irlandei de Nord                       | [ 4 ]           |
| Death Machine                      | Stephen Norrington                         | Brad Dourif, William Hootkins, Richard Brake                            | Statele Unite ale Americii                                                                   |                 |
| Dellamorte Dellamore               | Michele Soavi                              | Rupert Everett, Francois Hadji-Lazaro, Anna Falchi, Stefano Masciarelli | Italia · Franța · Germania · Statele Unite ale Americii                                      | [ 5 ]           |
| Embrace of the Vampire             | Anne Goursaud                              | Alyssa Milano, Martin Kemp, Jennifer Tilly                              | Statele Unite ale Americii                                                                   | [ 6 ]           |
| Funny Man                          | Toby Duckett, Simon Sprackling             | Tim James, Christopher Lee, Benny Young                                 | Regatul Unit al Marii Britanii și al Irlandei de Nord                                        | [ 7 ]           |
| The Haunting of Seacliff Inn       | Walter Klenhard                            | Ally Sheedy, Louise Fletcher, Frederick Dai                             | Statele Unite ale Americii                                                                   |                 |
| Huntress: Spirit of the Night      | Mark S. Manos                              | Jenna Bodnar, Blair Valk, Diana Marcu                                   | România · Statele Unite ale Americii                                                         | [ 8 ]           |
| In the Mouth of Madness            | John Carpenter                             | Sam Neill, Julie Carmen, Jürgen Prochnow                                | Statele Unite ale Americii                                                                   | [ 9 ]           |
| Leprechaun 2                       | Rodman Flender                             | Warwick Davis, Charlie Heath, Shevonne Durkin                           | Statele Unite ale Americii                                                                   | [ 10 ]          |
| Lurking Fear                       | C. Courtney Joyner                         | Vincent Schiavelli, Paul Mantee                                         | Statele Unite ale Americii                                                                   | [ 11 ]          |
| Mary Shelley's Frankenstein        | Kenneth Branagh                            | Robert De Niro, Kenneth Branagh, Tom Hulce                              | Regatul Unit al Marii Britanii și al Irlandei de Nord · Statele Unite ale Americii · Japonia | [ 12 ]          |
| Mirror, Mirror 2: Raven Dance      | Jimmy Lifton                               | Tracy Wells, Roddy McDowall, Sally Kellerman                            | Statele Unite ale Americii                                                                   | [ 13 ]          |
| My Sweet Satan                     | Jim Van Bebber                             | Alydra Kelly, Nic Ratner, Push DeMankboy, Sherri Rickman                | Statele Unite ale Americii                                                                   | Short film      |
| Nadja                              | Michael Almereyda                          | Elina Löwensohn, Nic Ratner                                             | Statele Unite ale Americii                                                                   | [ 15 ]          |
| Needful Things                     | Fraser C. Heston                           | Max von Sydow, Ed Harris, Bonnie Bedelia                                | Statele Unite ale Americii                                                                   |                 |
| Night of the Demons 2              | Brian Trenchard-Smith, Lynn D'Angona       | Christi Harris, Bobby Jacoby, Merle Kennedy                             | Statele Unite ale Americii                                                                   | [ 16 ]          |
| Phantasm III: Lord of the Dead     | Don Coscarelli                             | Reggie Bannister, A. Michael Baldwin                                    | Statele Unite ale Americii                                                                   | [ 17 ]          |
| Pumpkinhead II: Blood Wings        | Jeff Burr                                  | Ami Dolenz, Andrew Robinson, Linnea Quigley                             | Statele Unite ale Americii                                                                   | [ 18 ]          |
| Puppet Master 5: The Final Chapter | Jeff Burr                                  | Gordon Currie, Chandra West, Ian Ogilvy                                 | Statele Unite ale Americii                                                                   | [ 19 ]          |
| Return of the Boogeyman            | Deland Nurse, Ulli Lommel                  | Kelly Galindo, Omar Kaczmarczyk, Suzanna Love                           | Statele Unite ale Americii                                                                   | [ 20 ]          |
| The Kingdom                        | Lars von Trier, Morten Arnfred             | Ernst-Hugo Järegård, Kirsten Rolffes, Holger Juul Hansen                | Danemarca                                                                                    | [ 21 ]          |
| Savage Harvest                     | Eric Stanze                                | Ramona Midgett, William Clifton, Lisa Morrison                          | Statele Unite ale Americii                                                                   | Direct-to-video |
| Shrunken Heads                     | Richard Elfman                             | Aeryk Egan, A.J. Damato, Bodhi Elfman                                   | Statele Unite ale Americii                                                                   | [ 23 ]          |
| Skeeter                            | Clark Brandon                              | Charles Napier, Tracy Griffith, Michael J. Pollard                      | Statele Unite ale Americii                                                                   | [ 24 ]          |
| Sorceress                          | Jim Wynorski                               | Linda Blair, Edward Albert, Julie Strain                                | Statele Unite ale Americii                                                                   | [ 25 ]          |
| The Stand                          | Mick Garris                                | Gary Sinise, Miguel Ferrer, Jamey Sheridan                              | Statele Unite ale Americii                                                                   | Television film |
| Twisted Tales                      | Kevin Lindenmuth, Rita Klus, Mick McCleery | Olga Jimenez, Gary Putz, Shea Ramando                                   | Statele Unite ale Americii                                                                   | [ 27 ]          |
| Vampires and Other Stereotypes     | Kevin Lindenmuth                           | Fia Perera, Sally Narkis, Monica Batavanis                              | Statele Unite ale Americii                                                                   |                 |
| Watchers 3                         | Jeremy Stanford                            | Wings Hauser, Gregory Scott Cummins, Daryl Keith Roach                  | Statele Unite ale Americii                                                                   | [ 28 ]          |
| Wes Craven's New Nightmare         | Wes Craven                                 | Robert Englund, Heather Langenkamp, Miko Hughes, David Newsom           | Statele Unite ale Americii                                                                   | [ 29 ]          |
| Wicked Games                       | Tim Ritter                                 | Patricia Paul, Lori Zippo, Joel D. Wynkoop                              | Statele Unite ale Americii                                                                   |                 |
| Witchcraft VI                      | Julie Davis                                | Stephanie Swinney, Gale Van Cott, Jennifer Bransford                    | Statele Unite ale Americii                                                                   | [ 30 ]          |
| Wolf                               | Mike Nichols                               | Jack Nicholson, Michelle Pfeiffer, James Spader                         | Statele Unite ale Americii                                                                   | [ 31 ]          |
| Red to Kill                        | Billy Tang                                 | Bobby Yip, Money Lo, Lily Chung                                         | Hong Kong                                                                                    |                 |